# Sven Arne Gillgren
Sven Arne Gillgren, född 3 december 1913 i Stockholm, död 5 januari 1992 i Stockholms domkyrkoförsamling, var en svensk konsthantverkare och formgivare. 
Sven Arne Gillgren var son till bankkamreren Joh Gillgren och Julia Zederman. Han studerade vid Konstindustriella skolan i Stockholm. Han övertog posten som konstnärlig ledare vid Guldsmedsaktiebolaget i Stockholm efter Jacob Ängman. På 1960-talet var Gillgren lärare för hantverk och silversmide vid Konstfackskolan i Stockholm. 
I en klar, mjuk och elegant stil har han format kyrksilver och andra föremål för ett 150-tal kyrkor i bland annat Stockholm och Malmö, men också i utlandet. Han har också utformat hedersgåvor och bestick för bland annat svenska beskickningar. Hans smycken i guld och stenar har en romantisk mjukhet. Han är representerad på Nationalmuseum i Stockholm.
Åren 1941 till 1949 var han gift med Susanna Östberg (som senare gifte om sig med Povel Ramel) och 1955 till 1974 med sjuksköterskan Elisabeth Killander. Gillgren är gravsatt i minneslunden på Ljusterö kyrkogård.